# Viskompaniet
Viskompaniet är en folkmusikgrupp som ackompanjerar sångerskan Eva Tjörnebo. Gruppen bildades 1994 inför inspelningen av Evas första CD, Å längtat haver jag, men gruppnamnet användes först på den andra CD’n Och liksom vinden fri 1998. Medlemmarna var från början Kjell Landström, Inge Henriksson och Leif Åhlund medan Torbjörn Näsbom, Mats Andersson och Karin Hedlund periodvis deltog i Viskompaniet. På den tredje CDn Klara stjärnor 2003 ingick Per Furå i Viskompaniet.
År 2008 släpptes CD nr fyra Min utvalda vän. När Per Furå slutat efter cirka 10 år kom Mari-Ann Henriksson in i gruppen. Inför gruppens 20-årsjubileum 2014 spelade de in fyra nya spår för samlingsalbumet Som dagg och honung.
Alla skivorna har getts ut på etiketten Tongång, alla spår är inspelade av Mats Wester, och omslag, textböcker med mera är utformade av Per-Ulf Allmo. Den första skivan blev nominerad till en Grammis.
En av Viskompaniets förebilder har varit gruppen Folk och Rackare.
Från första början har det varit stort fokus på bra texter i kombination med musiken. En stor del av materialet består av visor som Eva Tjörnebo fångat upp, antingen genom egna fältinspelningar eller i möten med andra vissångare. Visorna arrangeras mestadels av hela gruppen tillsammans. Leif Åhlund är den som oftast svarar för stämarrangemangen.
Instrumenten är nyckelharpor, gitarr, durspel, dragspel, mandolin, flöjter, mungiga och bas.